# 肾动脉狭窄
肾动脉狭窄是指肾动脉或其分支出现狭窄，经常是由于动脉粥样硬化或纤维肌性发育不良引起。肾动脉狭窄导致动脉所供应的相应肾脏出现血流灌注不足，可能引起高血压和肾脏萎缩，如不及时治疗，最终导致肾功能衰竭。

## 症状和体征
大部分肾动脉狭窄的病例是没有症状的，只是在查体或影像学检查被偶然发现。肾动脉狭窄最主要的症状是出现无法用药物控制的高血压，即肾源性高血压。如果双侧肾动脉狭窄严重或开始使用血管紧张素转化酶抑制剂（抗高血压药）治疗时，可能会出现肾功能恶化。有些患者可能会出现突发肺水肿（左心室心脏衰竭）。

## 诊断
- 顽固性高血压：无法用抗高血压药物充分控制的高血压。
- 听诊（利用听诊器）：患侧肋缘下有血管杂音。
- 卡托普利-肾素激发试验[2]。
- 卡托普利-放射性核素肾图。
- 肾脏动脉血管造影

临床预测规则（clinical prediction rule）可以用来指导诊断。 

## 病因
动脉粥样硬化是引起肾动脉狭窄最主要的病因，特别是在50岁以上突发高血压的患者中更为多见。纤维肌性发育不良是年轻患者特别是未满40岁的女性患者出现肾动脉狭窄的原因。其他病因包括大动脉炎，肾动脉瘤，外源性压迫（如肿瘤），神经纤维瘤或纤维带形成。

## 病理生理学
肾动脉狭窄，导致肾动脉血流量减少，肾脏灌注压不足。肾脏的感受器致密斑感知血压下降，并作出反应，激活肾素-血管紧张素-醛固酮系统，引起体内水钠潴留，抵消肾脏血压偏低的情况，但也引起全身血压升高（动脉压高）。由狭窄引起的灌注压下降导致肾脏血流量减少（低灌注）和肾小球滤过率下降。如果狭窄长期存在，发生病变的肾脏的肾小球滤过率不再增加，将会发生肾功能衰竭。

## 治疗

### 动脉粥样硬化性肾动脉狭窄
动脉粥样硬化性肾动脉狭窄在最初使用药物治疗。这些药物包括他汀类药物，抗血小板制剂和控制血压药物。
当肾动脉狭窄严重、高血压无法用药物控制或肾功能恶化时，则需要侵入性手术治疗。最常见的侵入性手术是单纯肾动脉球囊成形术或肾动脉支架植入术。在2003年的一个Meta分析显示动脉成形术是安全而且有效的，但是在七个不同的随机对照试验却显示对改善高血压或肾功能没有表现出任何临床益处。其中包括2010年的ASTRAL试验（the Angioplasty and Stenting for Renal Artery Lesions），这次试验是唯一一个没有对入选患者“明确提出”肾血管重建术好处的试验。目前仍有三个正在进行的临床试验，以对比药物治疗和手术放置支架治疗的效果，其中包括CORAL试验（Cardiovascular Outcomes in Renal Atherosclerotic Lesions，由美国国立卫生研究院组织）。除了血管成形术，放置支架的肾动脉血流重建手术也是治疗肾动脉狭窄的“金标准”。RAOOD试验对单纯的血管成形术和支架置入术进行比较，发现两者发病率和死亡率相似。如果以上治疗都失败，血流重建术与血管成形术都无法使高血压或血液灌注的情况好转，使用肾切除术切除病变肾脏有可能显着改善患者高血压情况。

### 纤维肌性发育不良
血管成形术（带或者不带支架置入）是治疗纤维肌性发育不良导致肾动脉狭窄的最佳选择。